# Dionisi d'Atenes
Dionisi (en grec antic: Διονύσιος, llatí: Dionysius) va ser un escriptor de l'antiga Grècia natural d'Atenes, autor d'una obra titulada κυήσεις, sobre la concepció o el naixement, que és citada per un escoliasta d'Apol·loni de Rodes i també a l'Etymologicum Magnum.